# Elizabeth Fetterhoff
Elizabeth Fetterhoff (DeLand, 7 dicembre 1981) è una politica statunitense.

## Biografia
Nata a DeLand, in Florida, il padre, Roy Schleicher, è un ex politico, mentre la madre, Senta Goudy, è un'ex giornalista.
Studia e si laurea nel 2009 in scienze politiche all'Università statale della Florida. Successivamente ha preso parte alla Florida Army National Guard.

## Carriera politica
È stata assistente della senatrice della Florida Dorothy Hukill. Dopodiché si candida alla Camera della Florida per il ventiseiesimo distretto, vincendo contro Patrick Henry, candidato del Partito Democratico.